# Seaxneat

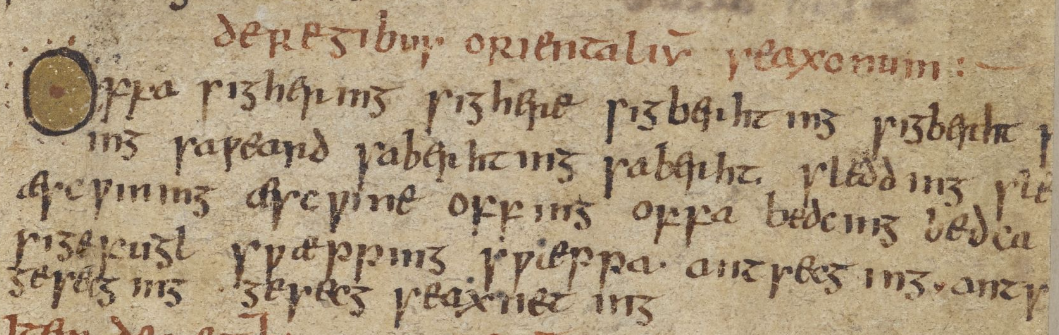
L'ascendance du roi des Saxons de l'Est Offa est retracée jusqu'à Seaxneat dans ce manuscrit de la fin du IXe siècle (BL Add. 23211).

Seaxneat, Seaxnet ou Saxnot est un dieu de la mythologie germanique. Il pourrait avoir été le dieu tribal des Saxons.

## Étymologie
Le linguiste allemand Jacob Grimm interprète le nom Seaxneat comme formé à partir de seax, un type d'arme blanche, et (ge)not, (ge)neat, qui signifie « compagnon ». Il signifierait donc approximativement « compagnon du glaive ».

## Attestations
Seaxneat ou Seaxnet apparaît dans les tables généalogiques des rois des Saxons de l'Est (BL Add 23211) comme ancêtre légendaire de la lignée royale, une position occupée par Woden dans la plupart des autres généalogies anglo-saxonnes. Il est possible que les rois des Saxons de l'Ouest aient d'abord revendiqué une ascendance similaire avant d'adopter une nouvelle généalogie, calquée sur celle des rois de Bernicie, faisant d'eux des descendants de Woden. On ne connaît pas de table généalogique pour les rois des Saxons du Sud, mais on peut supposer qu'eux aussi se considéraient comme des descendants de Seaxneat.
Son nom figure également dans un catéchisme en vieux saxon ou en vieux néerlandais du IXe siècle, où celui qui se prépare à recevoir le baptême s'engage à abandonner le culte des dieux Thunær, Woden et Saxnot. Sa mention aux côtés de deux dieux aussi importants a conduit certains chercheurs à l'identifier avec Tíw.